# Luigi Mozzani
Luigi Mozzani né à Faenza le 9 mars 1869 et mort à Rovereto le 12 août 1943 est un guitariste, luthier et compositeur italien.

## Biographie
Luigi Mozzani est né dans une famille extrêmement pauvre originaire de Ancône. Son père était cordonnier et sa mère tisserand. L'état de pauvreté de la famille amena Luigi Luigi à abandonner l'école à l'âge de six ans.
Trois ans plus tard, il fut accepté en tant qu'élève, dans la classe de clarinette, à École municipale de Musique à Faenza, où il obtint de remarquables résultats. Vers 1890, il fut admis au Conservatoire de Bologne, cette fois dans la classe de hautbois, sous la direction de Gustavo Gastelli; mais Mozzani entreprit aussi l'étude de la guitare, qu'il maîtrisa rapidement. En avril 1891, il effectua une tournée en Allemagne, en France, en Espagne et en Algérie en tant que guitariste et hautboïste soliste. Le 7 juin 1892, il obtint le diplôme de hautbois au Liceo Musicale de Bologne et en 1893, il tint le rôle de hautbois solo au Teatro San Carlo de Naples .
Ses tournées l'emmenèrent en Amérique où il vécut pendant deux ans (1894-1896). Il publia trois volumes d'études pour guitare à New York.

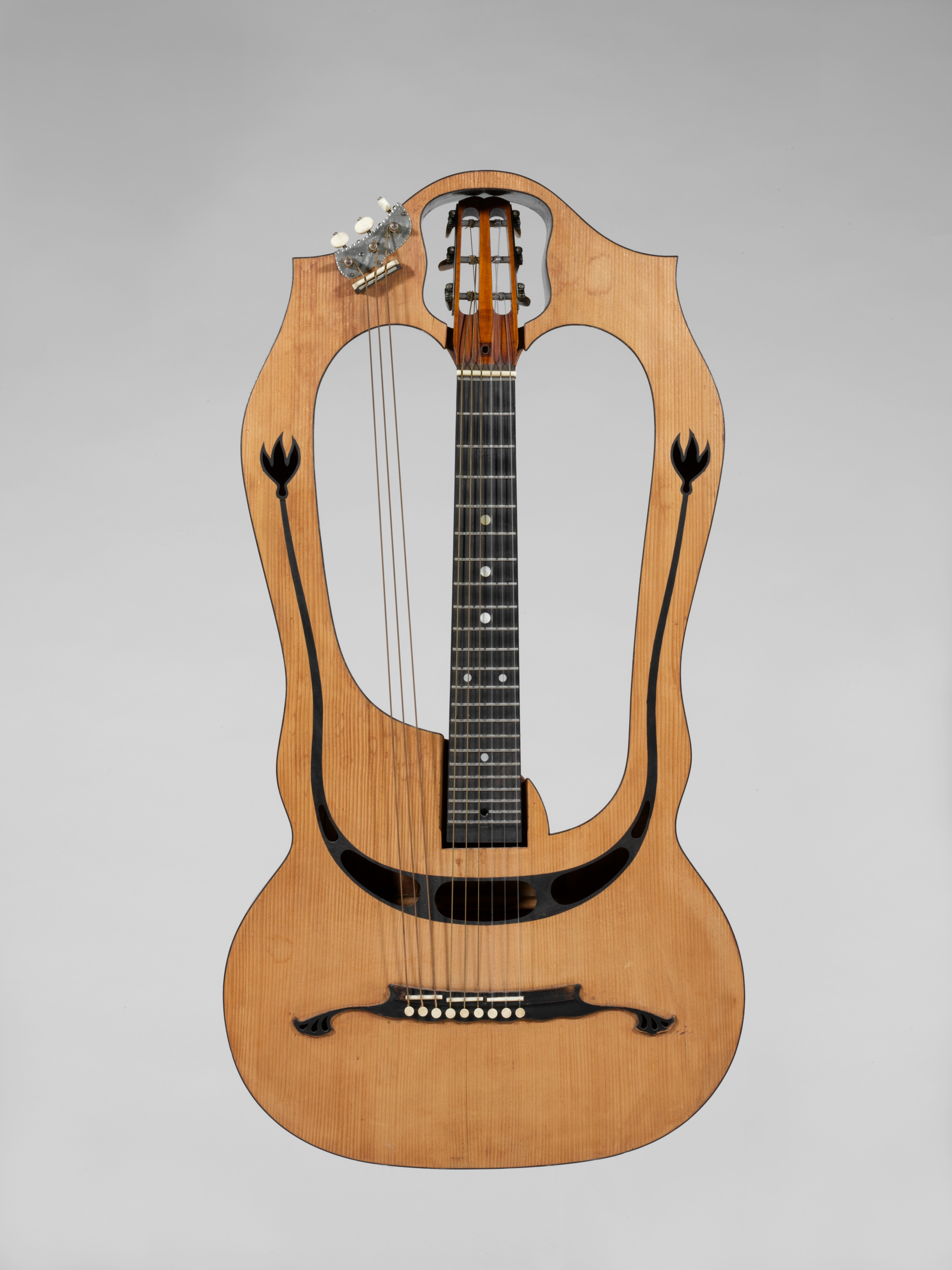
Guitare-harpe de Luigi Mozzani

Il s'installa ensuite à Paris où il rencontra les plus grands guitaristes actifs à cette époque : Alfred Cottin, Gelas et Miguel Llobet. En France, il écrivit 8 pièces pour guitare solo, et commença à s'intéresser à la lutherie et à la fabrication de la guitare. En 1899, il publia encore plusieurs morceaux pour guitare, dont le célèbre Preghiera,.